# بخش لیهوئل کالل
بخش لیهوئل کالل (به اسپانیایی: Departamento Lihuel Calel) یک منطقهٔ مسکونی در آرژانتین است که در استان لا پامپا واقع شده‌است.